# الشبلي (ولاية البليدة)
الشبلي هي إحدى بلديات ولاية البليدة التابعة لـ دائرة بوعينان.
كان عدد سكانها عام 1998 يبلغ 21500 نسمة.

## الوديان
يتضمن إقليم هذه البلدية العديد من الوديان منها:
- وادي الحراش